# Laryea Kingston
Pour les articles homonymes, voir Kingston.
Laryea Kingston est un ancien footballeur international ghanéen (41 sélections - 8 buts) né le 7 novembre 1980 à Accra. Il a notamment participé à la CAN 2008 au Ghana au poste de milieu droit. Son frère, Richard Kingson, est le portier titulaire des Black Stars. Les deux joueurs ne portent pas le même nom sûrement à la suite d'une erreur administrative.